# Sepsidae
I Sepsidi (Sepsidae Walker, 1833) sono una famiglia di ditteri brachiceri, di piccole dimensioni e con abitudini coprofaghe.
Il nome della famiglia deriva da quello del genere Sepsis, che a sua volta viene dal greco σῆψις = "putrefazione".

## Descrizione
Sono ditteri di piccole dimensioni (2–6 mm) con aspetto simile alle formiche (mirmecomorfismo). Il capo è sferico e molto mobile, l'addome è sottile e slanciato, le ali sono ialine con una piccola macchia nera apicale, le zampe sono dotate di spine e speroni.

## Biologia
Sono insetti particolarmente attivi durante le ore più calde della giornata. Spesso stanno poggiati sulla vegetazione aprendo e chiudendo ritmicamente le ali.

Gli insetti adulti si nutrono di nettare, ma spesso si rinvengono sugli escrementi da cui ricavano proteine, acqua e minerali.
Le larve dei Sepsidi sono coprofaghe o più raramente saprofaghe. La maggior parte delle specie sono associate con gli escrementi dei mammiferi, su cui vengono deposte le uova e all'interno delle quali si sviluppano le larve.  L'intero sviluppo postembrionale dura da 14 a 32 giorni.
Alcune specie rivestono una certa importanza in entomologia forense.

## Distribuzione
La famiglia ha una distribuzione cosmopolita essendo presente in tutti i continenti eccetto l'Antartide.

## Tassonomia

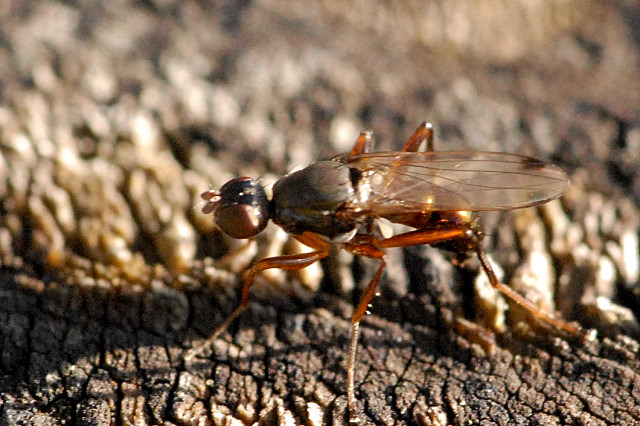
Sepsis punctum

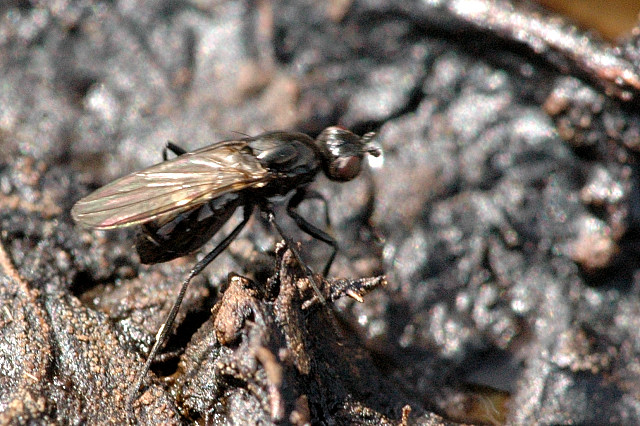
Themira putris

La famiglia comprende i seguenti generi:
- Adriapontia Ozerov, 1996
- Afromeroplius Ozerov, 1996
- Afronemopoda Ozerov, 2004
- Afrosepsis Ozerov,2006
- Archisepsis Silva, 1993
- Australosepsis Malloch, 1925
- Brachythoracosepsis Ozerov, 1996
- Decachaetophora Duda, 1926
- Diploosmeteriosepsis Ozerov, 1996
- Dicranosepsis Duda, 1926
- Dudamira Ozerov, 1996
- Idiosepsis Ozerov, 1990
- Lasionemopoda Duda, 1926
- Lasiosepsis Duda, 1926
- Lateosepsis Ozerov, 2004
- Leptomerosepsis Duda, 1926
- Meropliosepsis Duda, 1926
- Meroplius Rondani, 1874
- Microsepsis Silva, 1993
- Mucha Ozerov, 1992
- Nemopoda Robineau-Desvoidy, 1830
- Ortalischema Frey, 1925
- Orygma Meigen, 1830
- Palaeosepsioides Ozerov, 1992
- Palaeosepsis Duda, 1926
- Parapalaeosepsis Duda, 1926
- Paratoxopoda Duda, 1926
- Perochaeta Duda, 1926
- Pseudonemopoda Duda, 1926
- Pseudopalaeosepsis Ozerov, 1992
- Saltella Robineau-Desvoidy, 1830
- Sepsis Fallén, 1810
- Susanomira Pont, 1987
- Themira Robineau-Desvoidy, 1830
- Toxopoda Macquart, 1851
- Xenosepsis Malloch, 1925
- Zuskamira Pont, 1987